# 김정환 (시인)
김정환(金正煥, 1954년 ~ )은 대한민국의 시인이다.

## 생애
서울에서 출생하였고, 서울대 영문과를 졸업하였다. 1980년 《창작과 비평》에 시 〈마포강변 동내에서〉 등이 추천되어 등단하였다. 주요 작품으로 〈해방 서시〉,〈유채꽃밭〉 등이 있으며 시집으로 《황색예수》,《지울 수 없는 노래》,《좋은 꽃》 등이 있다. 시대의 진실을 밝혀내려는 결의와 열린 감성으로 우리 시대의 언어에 일대 변혁을 몰고 왔다는 평가를 받는다. “시를 폭포처럼 쏟아”낸다는 평을 받을 정도로 다작하는 시인이다.

## 수상
2007년 시집 《드러남과 드러냄》으로 제9회 백석문학상을 받았고 2009년에는 제8회 아름다운 작가상을 받았다.

## 같이 보기
- 《레닌의 노래》
- 채광석